# IC 2146
IC 2146 — галактика типу GCL (кулясте скупчення) у сузір'ї Столова Гора.
Цей об'єкт міститься в оригінальній редакції індексного каталогу.